# Smartphone

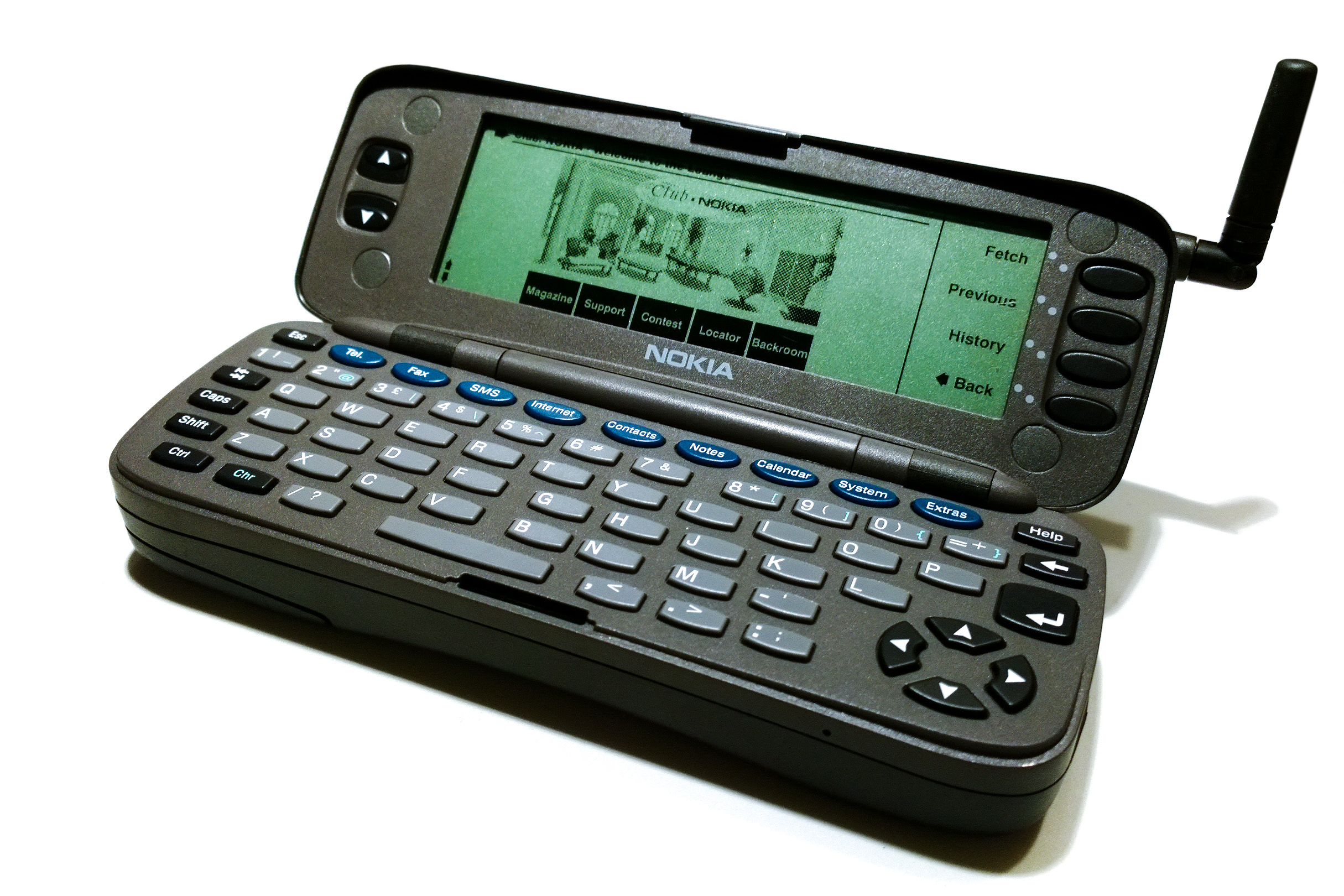
Een van de eerste smartphones (1996)

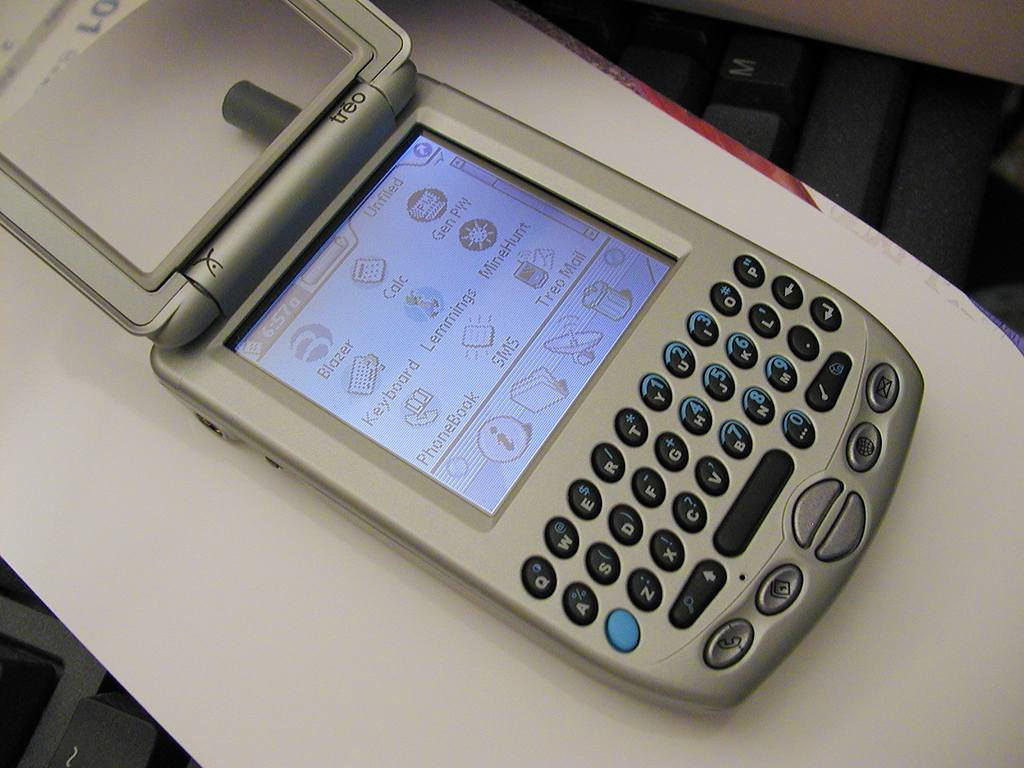
Smartphone met Palm OS (2003)

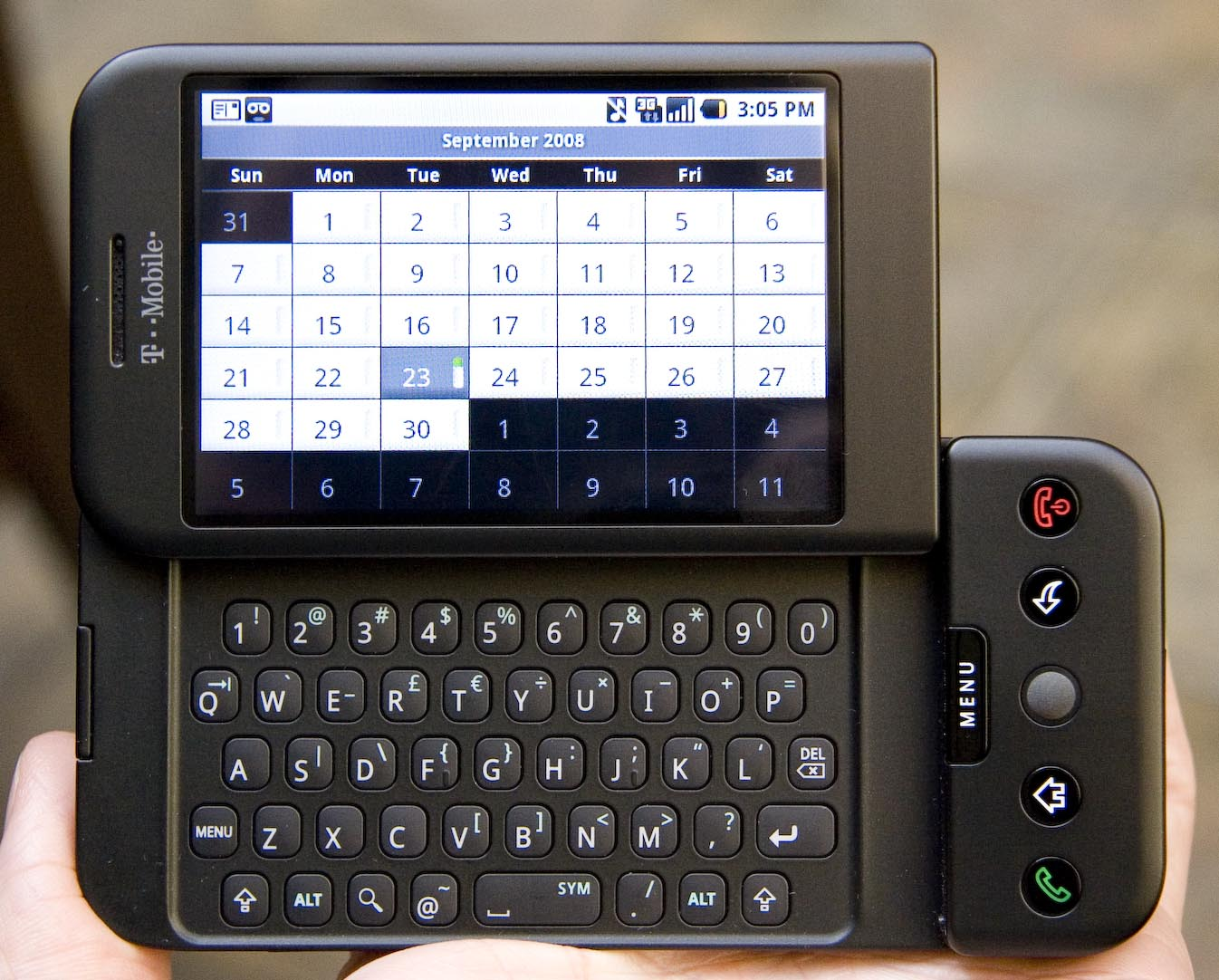
Eerste Android-smartphone (2008)

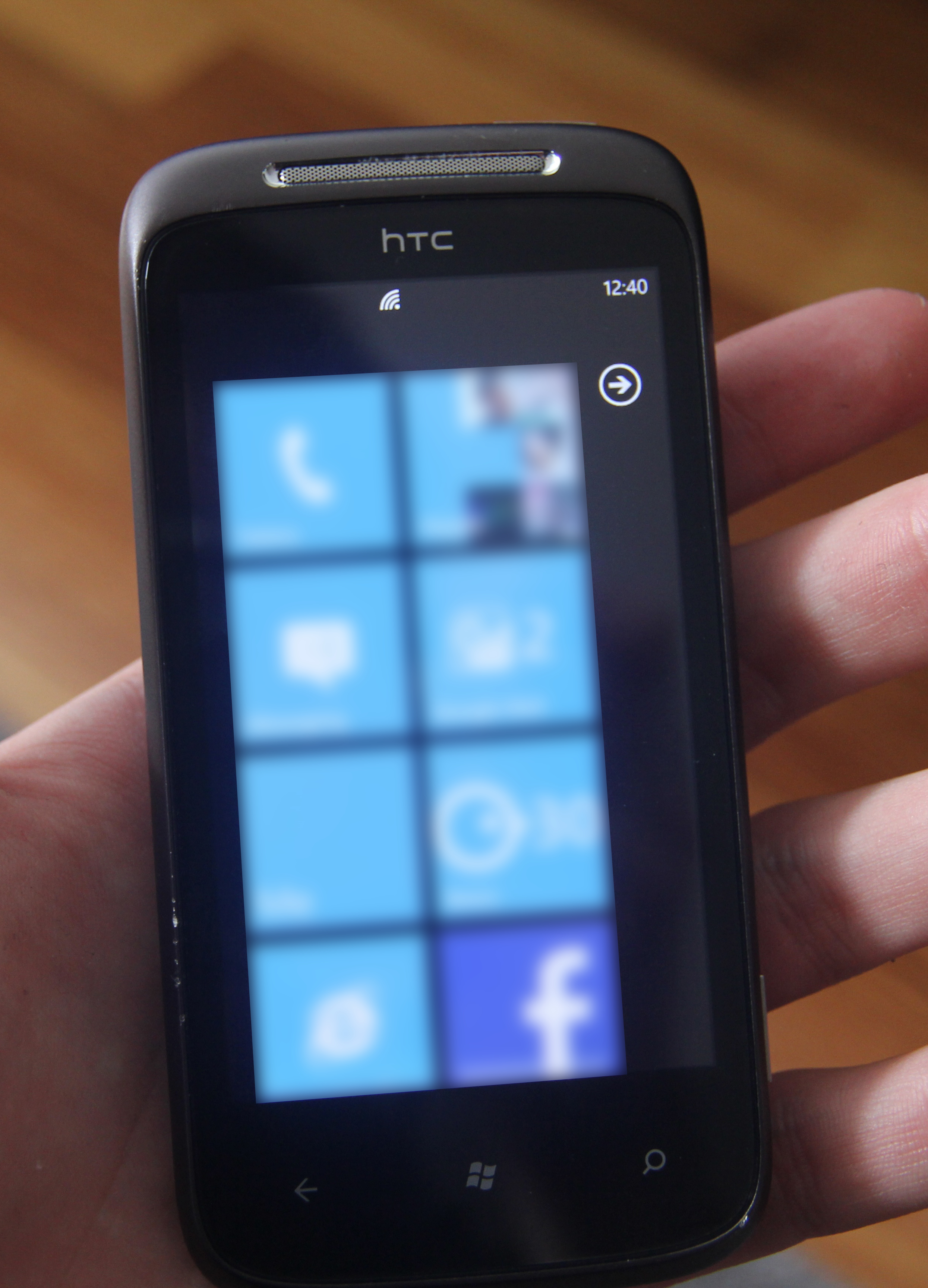
Een van de eerste Windows Phones (2010)

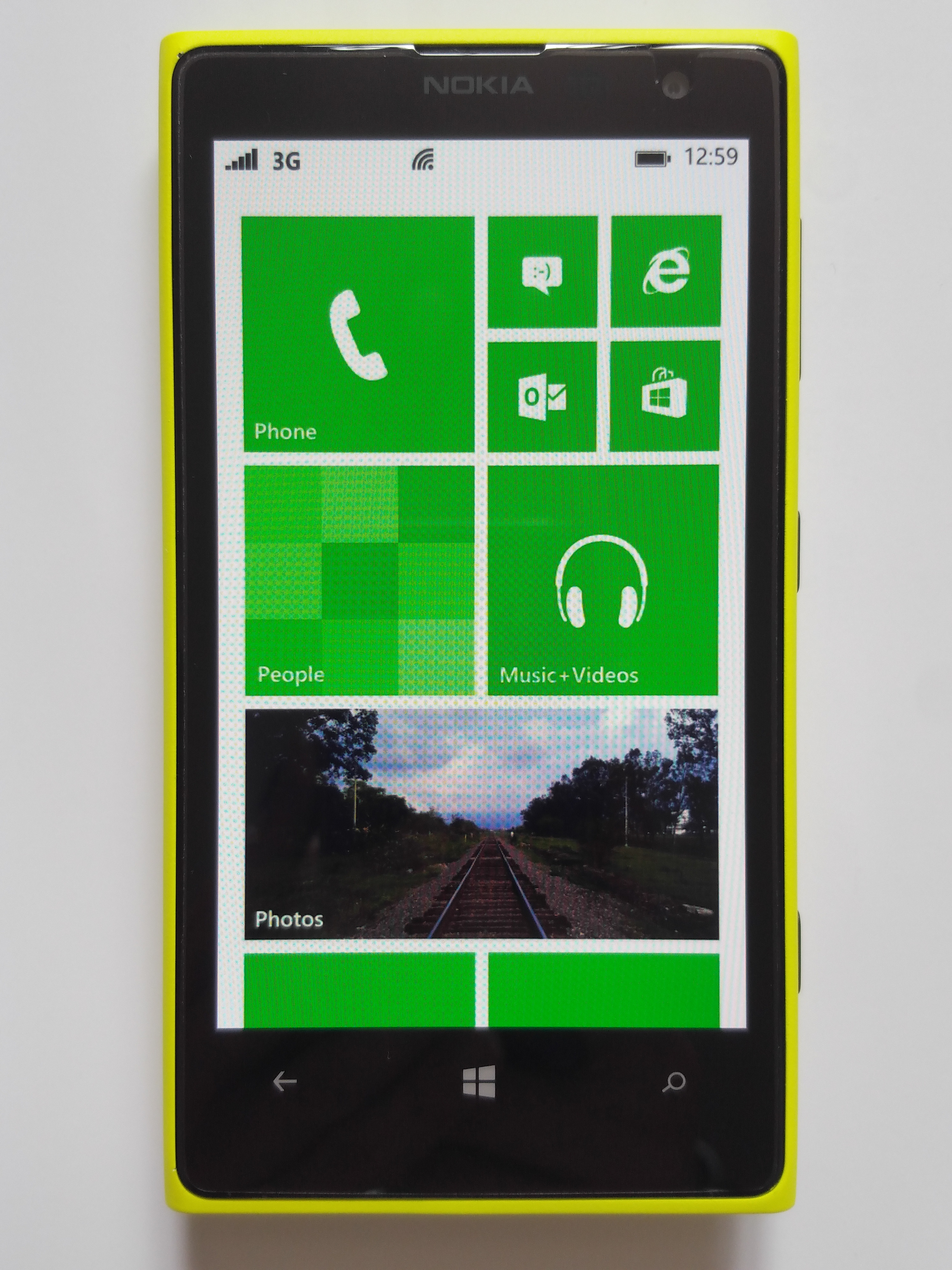
Nokia Lumia 1020 (2013)

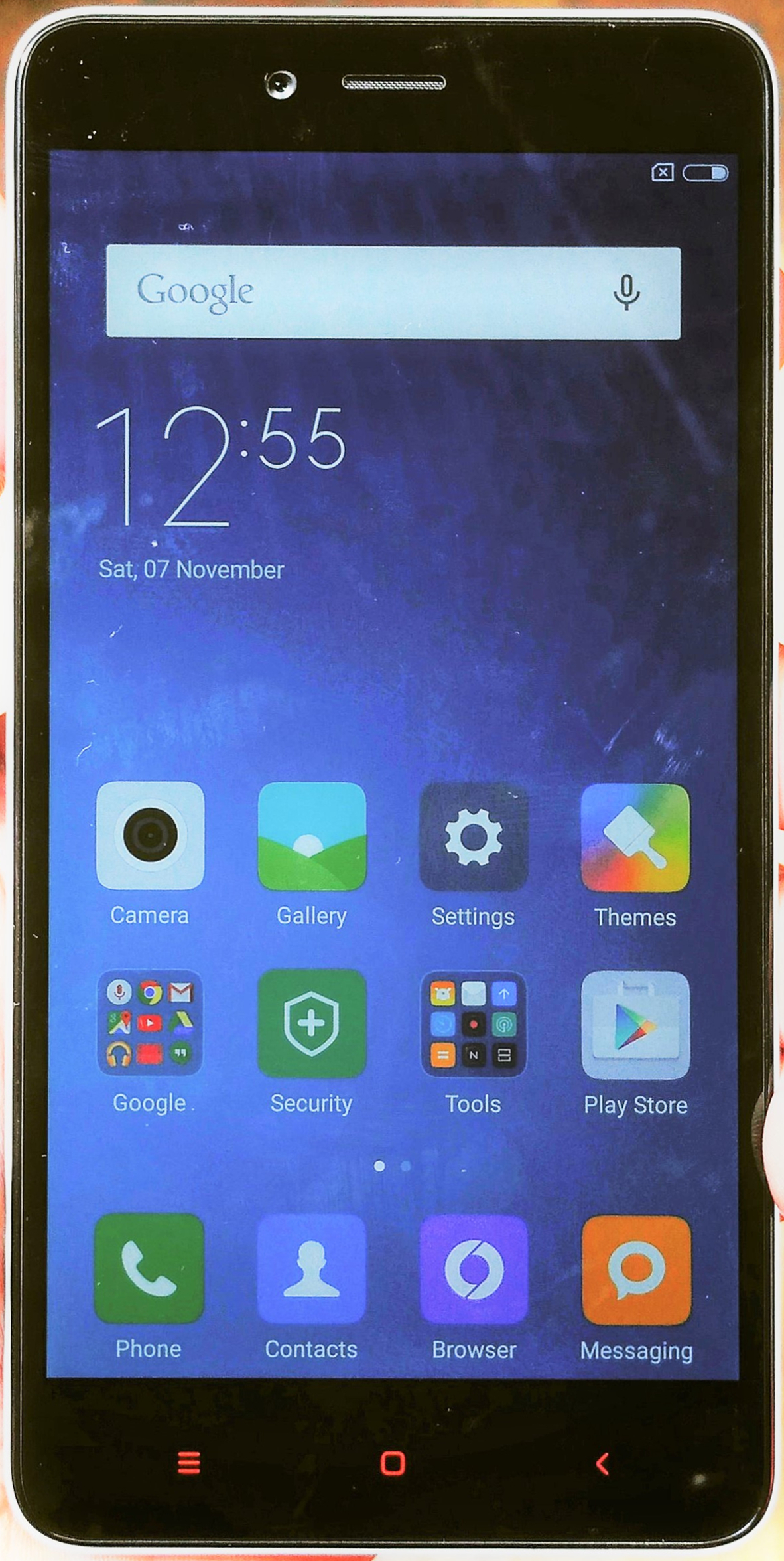
Xiaomi Redmi, een toestel voor de Indiase markt (2015)

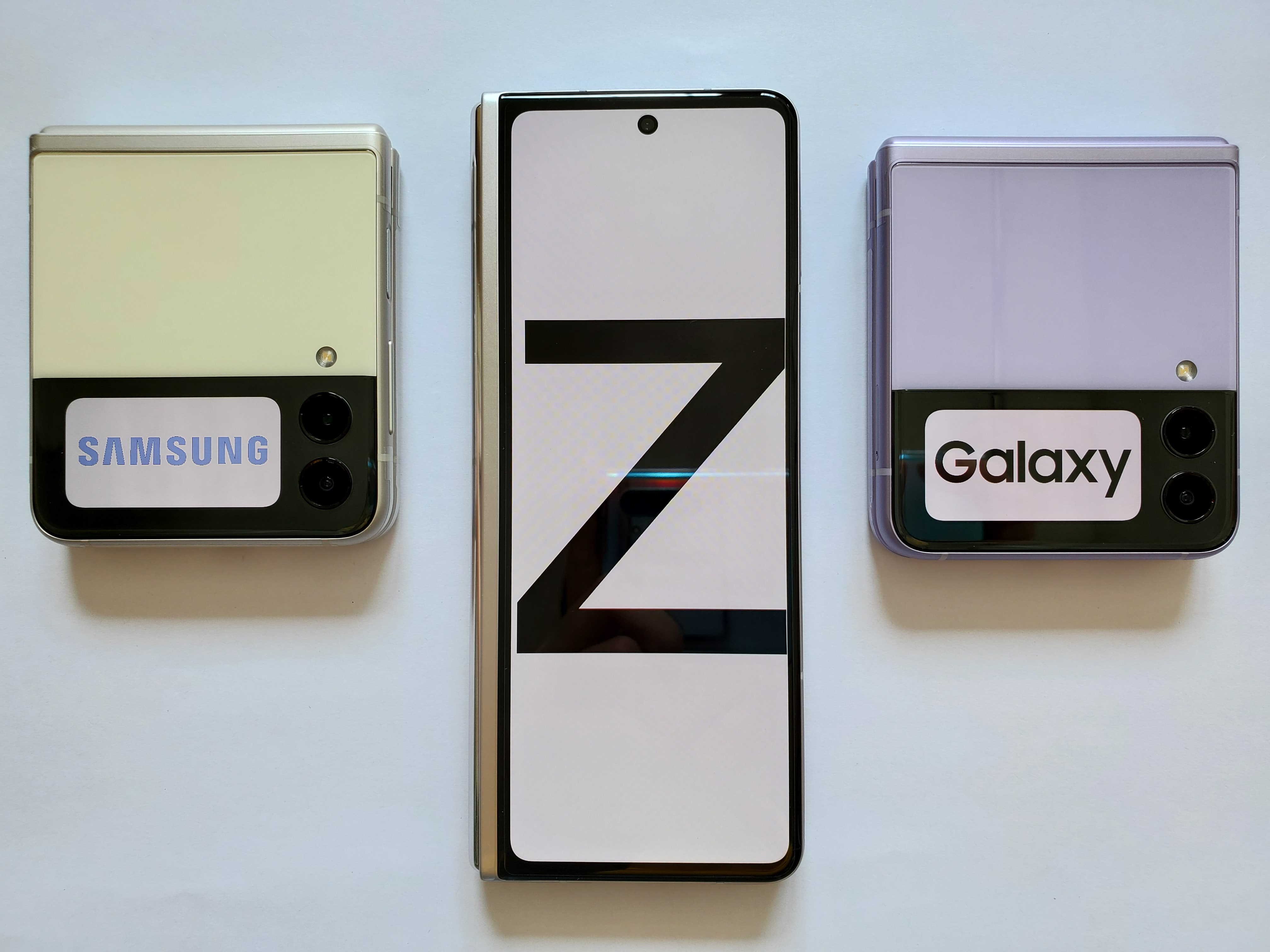
Samsung Galaxy Z (2021)

Een smartphone is een mobiele telefoon die uitgebreidere computermogelijkheden biedt dan alleen telefoneren en sms'jes ontvangen en versturen. Een smartphone kan beschouwd worden als een handcomputer of pda die tegelijk ook een telefoon is. In 2013 werden er meer dan één miljard smartphones verkocht. Anno 2023 zijn de meeste mobiele telefoons smartphones, en worden ze vaak ook gewoon 'telefoon' genoemd.

## Kenmerken
Veel mobiele telefoons bieden de mogelijkheid om adressen en afspraken op te slaan, mobiel internet (e-mailen, op internet surfen en chatten), muziek te beluisteren en filmpjes te bekijken, maar een smartphone biedt vaak nog iets meer. Ze kunnen bijvoorbeeld een ingebouwde gps-ontvanger hebben, de mogelijkheid hebben om te synchroniseren met Microsoft Outlook of Lotus Notes, of de mogelijkheid om verbinding te maken met bedrijfsnetwerken.

### Bediening
Smartphones hebben meestal weinig fysieke knoppen. De meeste invoer/besturing door de gebruiker gaat via het aanraakscherm (touchscreen). Een doorsnee smartphone heeft een scherm van tussen de 3 en 5 inch (groter dan 5,5" wordt een tablet of phablet genoemd). Soms wordt er ook gebruikgemaakt van een pennetje of een toetsenbordje met voor iedere gewone letter een aparte toets. In tegenstelling tot vaste keyboards kan er op een touchscreen ook al slepend getypt worden met een vinger (swipen). Voor het invoeren van bijzondere karakters is er een speciale procedure. De "é" en "ë" kunnen bijvoorbeeld soms geselecteerd worden uit een menu dat verschijnt als de "e" langer wordt ingedrukt. Ook komt bediening via de stem steeds vaker voor. Met stemherkenningssoftware is het mogelijk woorden te dicteren en de telefoon opdrachten te laten uitvoeren. Bij sommige smartphones is ook al bediening met de ogen mogelijk, hoewel deze techniek nog in de kinderschoenen staat.

### Gewicht en afmetingen
Het gewicht van een smartphone is meestal tussen de 100 en 200 gram, terwijl een mobiele telefoon vaak wat minder dan 100 gram weegt. Een netbook is zwaarder met een gewicht tussen de 600 en 1500 gram. Door verbeterde technieken is het mogelijk om de telefoon stukken smaller te maken rond het scherm, alsmede de dikte. Een smartphone heeft gemiddeld een dikte van tussen de 7 en 12 millimeter, terwijl er ook al smartphones van rond de 6,5 millimeter zijn.

## Software

### Besturingssysteem
Smartphones werken met verschillende besturingssystemen. Moderne mobiele besturingssystemen zijn onder andere: 
- Android van Google
- BlackBerry 10 van BlackBerry
- /e/ Android zonder Google-afhankelijkheden
- Firefox OS van Mozilla
- iOS van Apple
- Sailfish OS van Jolla
- Tizen van Samsung
- Ubuntu Phone van Canonical
- Windows Phone (7 en 8, 8.1 en 10) van Microsoft

Oudere smartphones gebruikten vaak deze besturingssystemen:
- Bada van Samsung
- BlackBerry OS van BlackBerry
- Diverse op Linux-gebaseerde besturingssystemen, zoals Maemo en MeeGo
- Palm OS van Palm, Inc.
- Symbian (een samenwerking tussen Nokia, Samsung, Ericsson en Panasonic)
- WebOS van HP
- Windows Mobile van Microsoft

Googles Android en Apples iOS waren in 2013 samen goed voor 93,8 procent van de verkochte mobiele toestellen. Android is marktleider, met meer dan 75% van alle verkochte toestellen.

### Applicaties
Naar behoefte kan men, zolang men nog geheugen beschikbaar heeft, apps installeren op de smartphone. Bij aankoop van de smartphone zijn er veelal een aantal apps geïnstalleerd. Sommige daarvan kunnen niet verwijderd worden.
Afhankelijk van de smartphone en de app kan deze app of de door deze app gebruikte data alleen in het interne geheugen staan, of ook op de SD-kaart.

## Hardware

### Geheugen
Onderscheiden worden (in volgorde van meestal oplopend aantal GB):
- het werkgeheugen (vaak aangeduid als RAM): snel geheugen dat gewist wordt als de smartphone wordt uitgezet
- flashgeheugen:
  - intern geheugen: flashgeheugen dat niet uitneembaar is
  - SD-kaart: uitneembaar flashgeheugen (waarbij al of niet de behuizing van de smartphone moet worden opengemaakt; zo niet, dan is deze gestoken in een gleuf aan de buitenkant); deze schaft men meestal apart aan, met een capaciteit naar keuze, maar met een van de smartphone afhankelijk maximum

Daarnaast kunnen bepaalde data die met de telefoonfunctie te maken hebben op de simkaart(en) worden opgeslagen.

### Camera's
Een smartphone heeft vaak zowel aan de achterkant als aan de voorkant een camera (de laatste, de frontcamera, voor o.a. het maken van een selfie).

### Voeding
Voor gebruik op een vaste plaats is de smartphone voor de telefoonfunctie ook heel geschikt, maar voor andere functies is een groter scherm en groter toetsenbord vaak handiger. Een smartphone is vooral bedoeld als mobiel apparaat  en heeft daarom een accu/oplaadbare batterij, die niet alleen aan een stopcontact of pc kan worden opgeladen, maar ook door een powerbank die men onderweg meeneemt. In opvolging van opladen met een snoer is het bij een aantal toestellen al mogelijk om deze draadloos op te laden door middel van elektromagnetische inductie.

## Gebruik
In 2017 waren er wereldwijd 3,675 miljard smartphones in gebruik. Hiervan waren er 0,9 miljard in de Volksrepubliek China, 0,8 miljard in de westerse wereld en 1,9 miljard in de ontwikkelende landen. In 2017 had bijna de helft van de wereldbevolking de beschikking over een smartphone. Jaarlijks worden bijna 1,5 miljard exemplaren verkocht met een totale waarde van US$ 450 miljard. De gemiddelde prijs betaald voor een smartphone is bijna US$ 500 in de westerse wereld, US$ 300  in China en 215 US-dollar in de rest van de wereld.

## Bellen
Bellen kan geheel via gsm, geheel via het datanetwerk (VoIP), of via het datanetwerk met een verbinding tussen de VoIP-provider en de opgeroepen persoon via gsm.